# مارتين بارا
مارتين بارا (بالإسبانية: Martín Parra)‏ هو لاعب كرة قدم تشيلي، ولد في 1 سبتمبر 2000 في تالكاهوانو في تشيلي.

## وصلات خارجية
- مارتين بارا على موقع قاعدة بيانات كرة القدم.إي يو (الإنجليزية)
- مارتين بارا على موقع Soccerway.com (الإنجليزية)